# یواس‌اس استالیون (ای‌تی‌ای-۱۹۳)
یواس‌اس استالیون (ای‌تی‌ای-۱۹۳) (به انگلیسی: USS Stallion (ATA-193)) یک کشتی بود که طول آن ۱۴۳ فوت (۴۴ متر) بود. این کشتی در سال ۱۹۴۴ ساخته شد.